# (5925) 1994 CP1
(5925) 1994 CP1 (1994 CP1, 1943 GF, 1954 HA, 1983 DQ, 1983 GF, 1985 WQ, 1989 YL6, 1992 UL5) — астероїд головного поясу, відкритий 5 лютого 1994 року.
Тіссеранів параметр щодо Юпітера — 3,517.